# I-dic
I-dic（アイディック）はかつてJUNET・インターネット上で制作されていた、日本のアイドルや芸能人を中心とした人名録。
編纂作業は主にメーリングリスト（I-dic ML）上で行われ、その成果物はパブリックドメインとして提供されていた。

## 概要
1989年10月から始まった初期のI-dicは当時の女性アイドルの名前と読み仮名のみを並べたシンプルなもので、主にFEP・IME等のかな漢字変換用辞書として利用されていたが、やがて生年月日や出身地、身体サイズ、所属芸能事務所や出演作品リストなど多岐に渡る情報を含むデータベースに拡張された。また、個人名を収録した辞書とは別にバンド・アイドルユニットなどのグループ名、芸能事務所・レコード会社などの企業名、果ては千葉真一「カーッ」などの口癖までもを個別の項目として扱う第二辞書ファイルが新設されるなど、無尽蔵に拡大。その内容はもはや辞書よりも事典に近く、日本人名及び日本の芸能界に関連する情報を総合的に収録した大きな情報源となった。
データベースの基本は「I-dic形式」などと呼ばれるタブ区切りテキストであり、IME等での利用時にはこのうち必要なフィールドを目的のソフトウェアに合わせた形式に変換したものを利用する。なお、このI-dic形式をもとにした配布フォーマットはプロレス用語辞書「P-dic」等の類似プロジェクトでも流用されていた。有志によりi-dic形式のまま検索・閲覧を行うためのソフトウェアなども配布されていたほか、Web I-dicなど、WWW上でI-dicを検索・閲覧できるWebサイトも存在する。
一般への配布は初期には主にFTPやfjで、後期には主にベクターが利用されていたが、2007年ごろを最後に配布ページが消滅。現在は前述のWeb閲覧サイト群のみが利用できる。